# Gon Freecss
Gon Freecss (ゴン=フリークス, Gon Furīkusu) é o personagem fictício protagonista da série de mangá e anime Hunter x Hunter, criado por Yoshihiro Togashi.

## História
O pai de Gon, Ging Freecss, é um hunter profissional (caçador de recompensas), muito famoso em todo o mundo, ele abandonou Gon quando ainda era criança nas mãos de sua tia Mito, e a razão pela qual Gon pretende se tornar em um caçador é poder encontrar seu pai. Gon viveu sua infância toda na Ilha da Baleia, um local selvagem aonde aprendeu sobre sobrevivência e aguçou seus instintos e sentidos, possui muita afinidade com animais e é muito inocente, mas muito forte.No exame para se tornar um caçador, fez muitos amigos; dentre eles conhece Killua, Kurapika e Leório, seus melhores amigos. Gon tem uma profunda amizade com Killua, o qual vem de uma família de assassinos profissionais. Porem, além de fazer amigos, também fez inimigos, como Hisoka e Illumi, dentre outros. Gon é um bom menino, tem uma capacidade de fazer com que as pessoas se impressionem com sua atitude. Após terminar o exame hunter, Gon junto com Killua foram até a torre do paraíso, onde Gon conheceu um jovem chamado zuchi e seu mestre Wing, que vai ensinar Gon e Killua as técnicas de luta Nen, Ren, Hatsu e Zetsu.   

## Técnicas
O tipo de nen de Gon é reforço, e a técnica especial de Gon é o Jan-jan-ken (punho do mal), arte marcial que foi disfarçada ao longo da História no formato do jogo Jan-Ken-Pon (pedra, papel e tesoura), jogo que Gon adora praticar. Tem grande eficiência por usar os 3 tipos de "Nen" mais fortes que Gon pode desenvolver: intensificação, transformação e emissão, sendo extremamente versátil e servindo para atacar de variadas distâncias.
- Janken-Guu! (pedra - reforço): Concentra-se grande quantidade de nen em uma das mãos, usando "Gyou" (forma de visão ampla sobre poderes que usem aura), após isso o usuário ataca com seu punho impregnado com sua aura "Nen", e o resultado é um golpe de dano devastador. Técnica de curta distância.
- Janken-Chii (tesoura - transformação): Gon transforma sua aura "Nen" em uma lâmina e assim pode cortar até rochas. Técnica de média distância.
- Janken-Paa (papel - emissão): Gon ao usar essa técnica lança uma esfera de aura, para causar danos a longa distância.